# Плодоносное общество

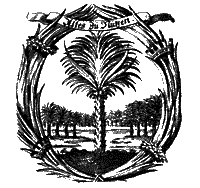
Эмблема «Плодоносного общества»

«Плодоносное общество», «Плодоносящее общество» (нем. Die Fruchtbringende Gesellschaft, лат. Societas fructifera) — литературное общество, основанное в 1617 году в Веймаре немецкими дворянами и учёными по образцу флорентийской Академии делла Круска для стандартизации и пропаганды немецкого языка. Также известно как орден Пальмы, поскольку его эмблемой была кокосовая пальма. В своей деятельности отличалось крайним консерватизмом, отрицанием нововведений в немецком языке, среди их главных идей была идея недопущения заимствований в немецком языке слов из французского и итальянского языков, а также развитие лексической структуры за счёт собственной корневой системы и словообразовательных элементов и моделей, которыми располагал немецкий язык того периода.
Общество было основано 24 августа 1617 года людьми, собравшимися на похороны герцогини Доротеи Марии Ангальтской. Первым главой общества был избран Людвиг I Ангальт-Кётенский. Общество просуществовало до 1680 года.